# Trachelyopterus lacustris
Trachelyopterus lacustris es una especie de pez de la familia Auchenipteridae en el orden de los Siluriformes.

## Distribución geográfica
Se encuentran en Sudamérica.